# Кривец (Липецкая область)
Криве́ц — село Добровского района Липецкой области. Центр Кривецкого сельсовета. Стоит на левом берегу реки Воронежа. Площадь 434,0 га

## История
Название дано по кривизне русла реки Воронежа. 
Село упоминается в писцовых книгах 1618 и 1627—1628 гг., принадлежало московскому Новоспасскому монастырю. В 1648 году для безопасности от татарских набегов поселение было перенесено на правый берег. Позднее оно заняло прежнее место.

## География
Общая протяжённость улиц села — 11,5 км. Из них протяжённость улиц с асфальтобетонным покрытием — 4,8 км, со щебёночным покрытием — 4,2 км, остальные — грунтовые (без твёрдого покрытия).

## Население
| 2006 | 2010 |
| ---- | ---- |
| 930  | ↘852 |

## Инфраструктура
Школа, детский сад. МБУК «Кривецкий ДЦК». Оздоровительно—образовательный лагерь «Олимп». Православный приход. Продуктовый магазин. Отделение почтовой связи. ФАП. Лесозаготовительное предприятие. Вышка сотовой связи.
Основа экономики — сельское хозяйство. 

## Транспорт
Выезд от села Кривец к автодороге местного значения «Липецк—Борисовка», IV категории, протяжённость 3 км, покрытие асфальтобетон.
Автодорога местного значения «Кривец—Преображеновка», IV категории, протяжённость 14,1 км, покрытие асфальтобетон.
Проходят маршруты автобусов: №137 «Липецк—Кривец», №152 «Доброе—Преображеновка».